# Lafarge (entreprise)
Pour les articles homonymes, voir Lafarge.
Lafarge est une entreprise française de matériaux de construction active datant de 1883. Elle fait partie du groupe Holcim depuis 2015.
La société produit et vend dans le monde entier principalement du ciment, des granulats et du béton prêt à l'emploi. Lafarge a développé des ciments spéciaux et des bétons innovants de renommée internationale.
Le 10 juillet 2015, Lafarge, no 1 mondial du secteur, fusionne avec le no 2 mondial du secteur, le groupe suisse Holcim. Le nouveau groupe est officiellement lancé le 15 juillet 2015 sous le nom de LafargeHolcim ; cette dénomination perdure jusqu’au 8 juillet 2021, date à laquelle le groupe adopte le nom de « Holcim ». Le nouveau nom entérine l’absorption de Lafarge par Holcim. Le nouveau groupe a son siège social en Suisse, la société française Lafarge n'a plus d'existence autonome. La fusion entre égaux n'a été qu'une présentation temporaire.

## Histoire de la société

### Les débuts
L'histoire du cimentier Lafarge commence en 1749 dans une carrière de pierre à chaux près de la ville du Teil en Ardèche, dans une petite exploitation familiale de chaux fondée par Claude Pavin qui a acheté le fief de Lafarge. En 1802, Auguste Pavin de Lafarge (1806-1877) rachète l'activité familiale Pavin de Lafarge et lance une production à grande échelle. Ce sont surtout ses deux fils Léon (de 1833 à 1839) et Édouard Pavin de Lafarge (de 1840 à 1843) qui développent l'affaire et officialisent en 1848 leur association en créant la société Lafarge Frères. Ils profitent de la position stratégique de l'usine qui exploite la carrière dans la montagne Saint-Victor dominant le Rhône entre Le Teil et Viviers, à proximité de la ligne de Paris-Lyon à Marseille, d'où la livraison facile des fournitures aux ports de la Méditerranée.
En 1864, le site livre 110 000 tonnes de chaux pour le canal de Suez, ce contrat fournissant du travail à plus d'un millier d'ouvriers. C'est le premier chantier d'envergure internationale pour l'entreprise.
La famille Lafarge, catholique sociale, fait construire pour les ouvriers une cantine et des dortoirs, puis en 1880 une cité ouvrière : la « cité Blanche », ainsi nommée par Raphaël de Lafarge en mémoire de son épouse Blanche de Causans, morte à 35 ans. Une seconde aile s'y ajoute en 1913.

### XXesiècle

#### 1919-1980

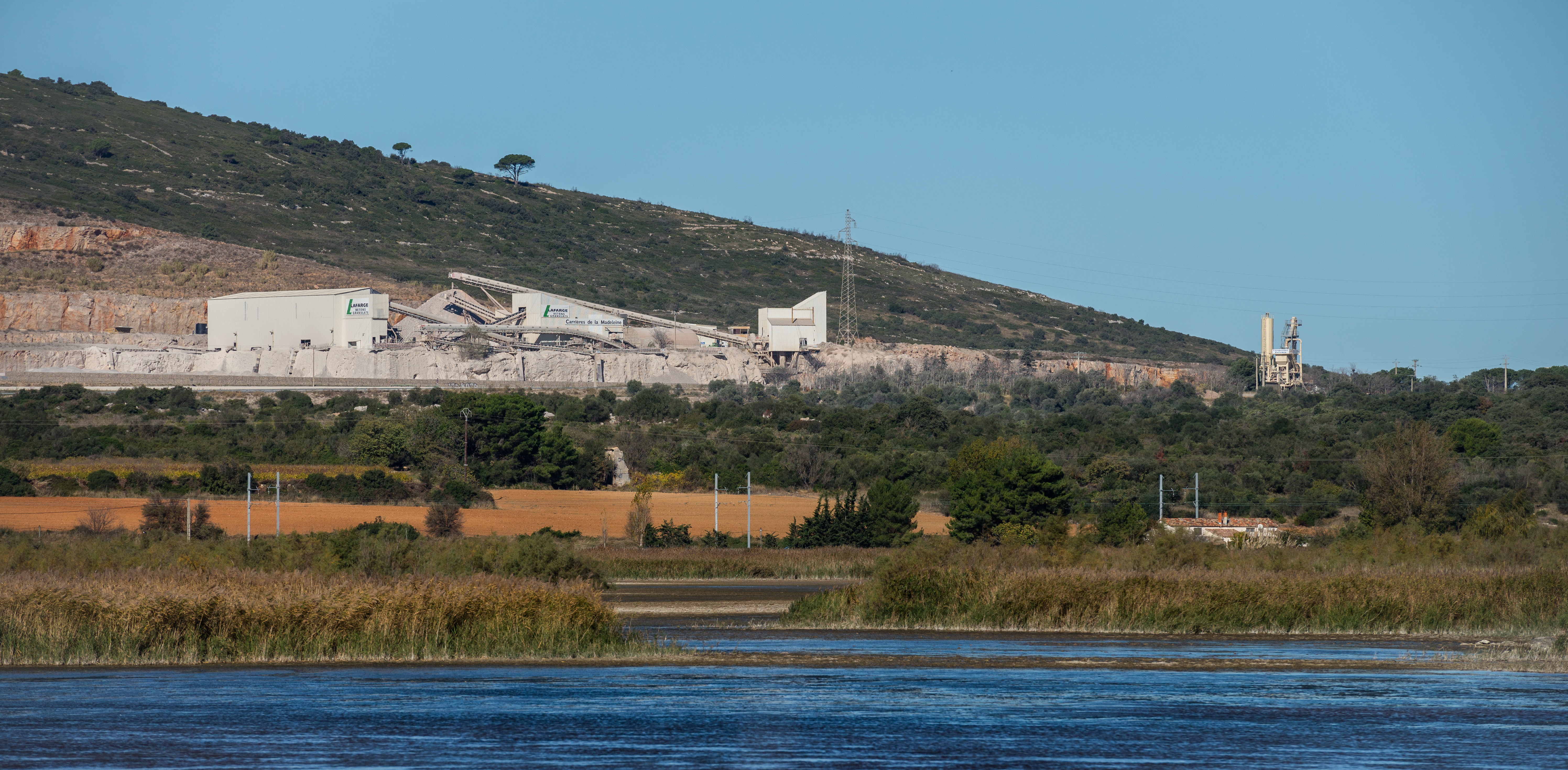
Carrière de la Madeleine à Villeneuve-lès-Maguelone.

En 1919, l'activité est transformée en société anonyme sous le nom de « Société anonyme des chaux et ciments de Lafarge et du Teil » et, dès 1939, Lafarge devient le premier cimentier français et progressivement l'un des leaders mondiaux. Lafarge étend son réseau sur trois territoires (dix usines en France, une implantation en Afrique du Nord et une filiale en Angleterre, la « Lafarge Aluminous Cement » en 1926). La société y pratique un « paternalisme théocratique ».
Pendant la Seconde Guerre mondiale, les usines dans la zone occupée pratiquent une collaboration alors que certains dirigeants d'usines dans la zone libre (où Lafarge a replié son siège social à Viviers) collaborent pour la construction du Mur de l'Atlantique,. Henri Pavin de Lafarge, dirigeant de Lafarge, participe au Conseil national, c'est-à-dire au gouvernement de Vichy. Pour Jérôme Prieur, « la guerre n’a pas été une période néfaste pour le groupe, concède Jérôme Prieur. Lafarge, qui était déjà un cimentier important, a maintenu son rang, grâce à la collaboration économique avec les Allemands. Et grâce au maintien de leur activité pendant l’Occupation, Lafarge et les autres entreprises ayant collaboré économiquement étaient les mieux placées pour entreprendre la reconstruction après guerre ».
À la Libération, le Comité départemental de libération de l'Ardèche préconise sa mise sous séquestre, qui est effective à la seule usine de Lafarge de septembre 1944 à avril 1947 et va de pair avec une autogestion ouvrière. Robert Lacoste, ministre de la Production industrielle dans le gouvernement provisoire du général de Gaulle, appuie le recours en Conseil d'État contre le séquestre. L'arrêt du 28 mars 1947 lève la séquestration, et des projets de loi de nationalisation n'aboutissent pas. L'entreprise se développe en participant à la reconstruction des ports détruits en Bretagne et en Normandie (Brest, Caen, Le Havre) puis en profitant de la conjoncture des Trente Glorieuses (construction des grands ensembles).
En effet, à partir de 1950, le développement international du Groupe Lafarge sous la direction de Marcel Demonque, fut confié à Jean Charles L’officier. Il commença par le Maroc en créant en 1950 pour Lafarge, la CADEM (société des ciments artificiels de Mecknes) et en 1953, la deuxième cimenterie du pays. Puis Marcel Demonque lui confia le marché nord-américain, au travers d'une filiale constituée pour l'occasion en 1956, sous le nom de Lafarge cement of North America (LCNA), installée d'abord à Vancouver puis à Montréal. Il en est président de 1956 à 1961, puis Il obtient en 1961, la direction de l'ensemble des filiales du groupe à l'étranger (Lafarge en 1971, réalisa plus de 50 % de son chiffre d'affaires à l'étranger), il développa et présida (1961-1963) notamment la filiale Lafarge au Brésil. Puis il deviendra le vice-PDG du Groupe Lafarge en 1968, chargé de succéder à Marcel Demonque.
En 1971, Jean-Charles L'officier est victime d'un accident cérébral qui met fin à sa carrière. Marcel Demonque appelle Olivier Lecerf à prendre sa suite à la tête de l'entreprise en 1974.

#### 1980-1990

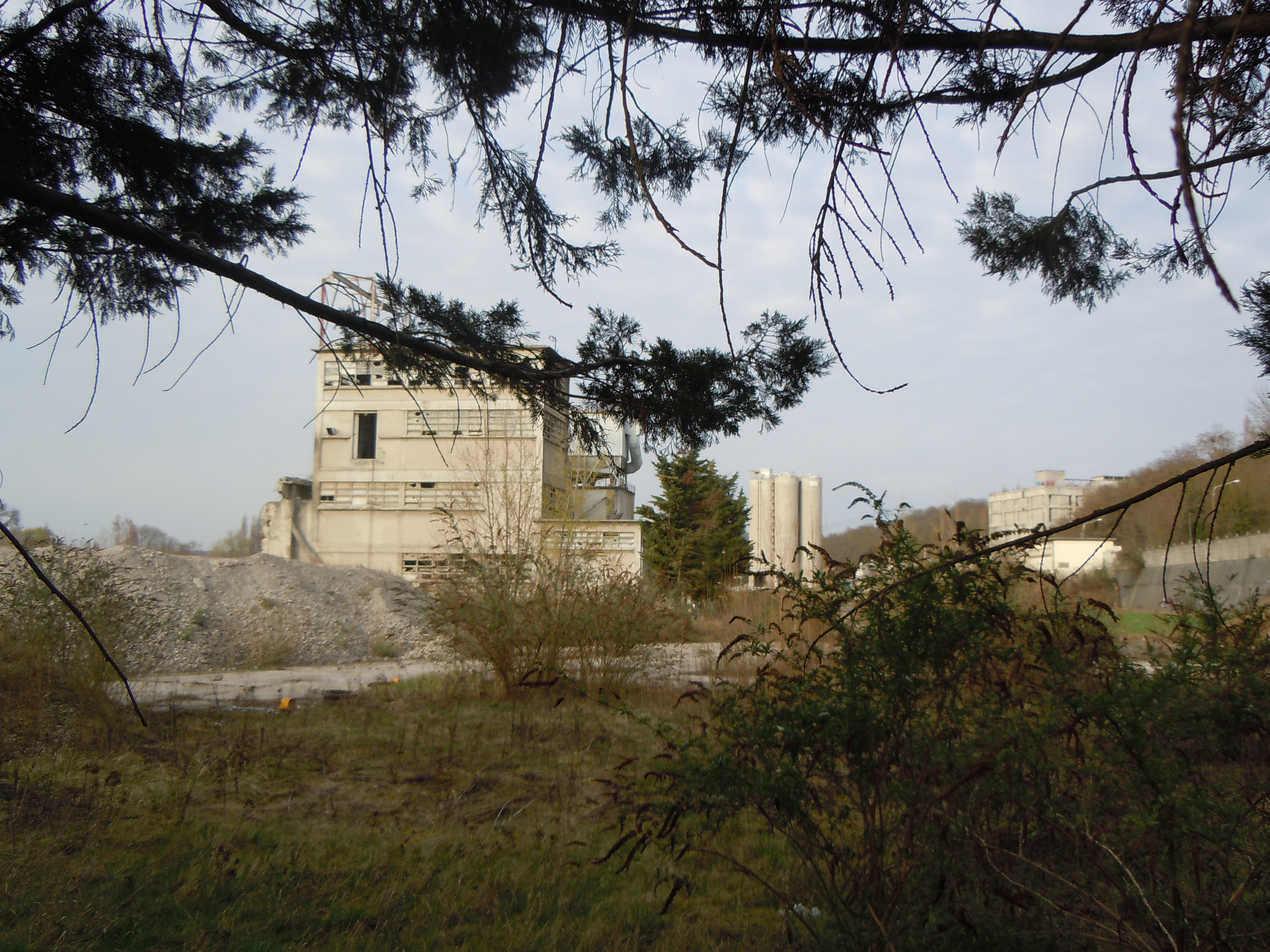
Depuis les années 1990, la cimenterie de Cormeilles-en-Parisis a été transformée successivement en station d'ensachage, puis en dépôt.

En 1980, la fusion avec le Groupe Coppée & Cie dirigé par le baron Évence Coppée donne naissance au Groupe Lafarge Coppée et en 1997, elle acquiert le britannique Redland ce qui permet à Lafarge d'entrer dans le marché des tuiles.
Dans les années 1980, Lafarge cherche à diversifier son cœur de métier (le ciment) en investissant dans les mortiers industriels, en rachetant plusieurs entreprises qui deviendront Lafarge Mortiers SA, puis Materis, puis Parex Group.
En 1989, Olivier Lecerf quitte la présidence de l'entreprise. Bertrand Collomb, ancien directeur général de la filière nord-américaine du groupe, lui succède en tant que PDG.

### XXIesiècle

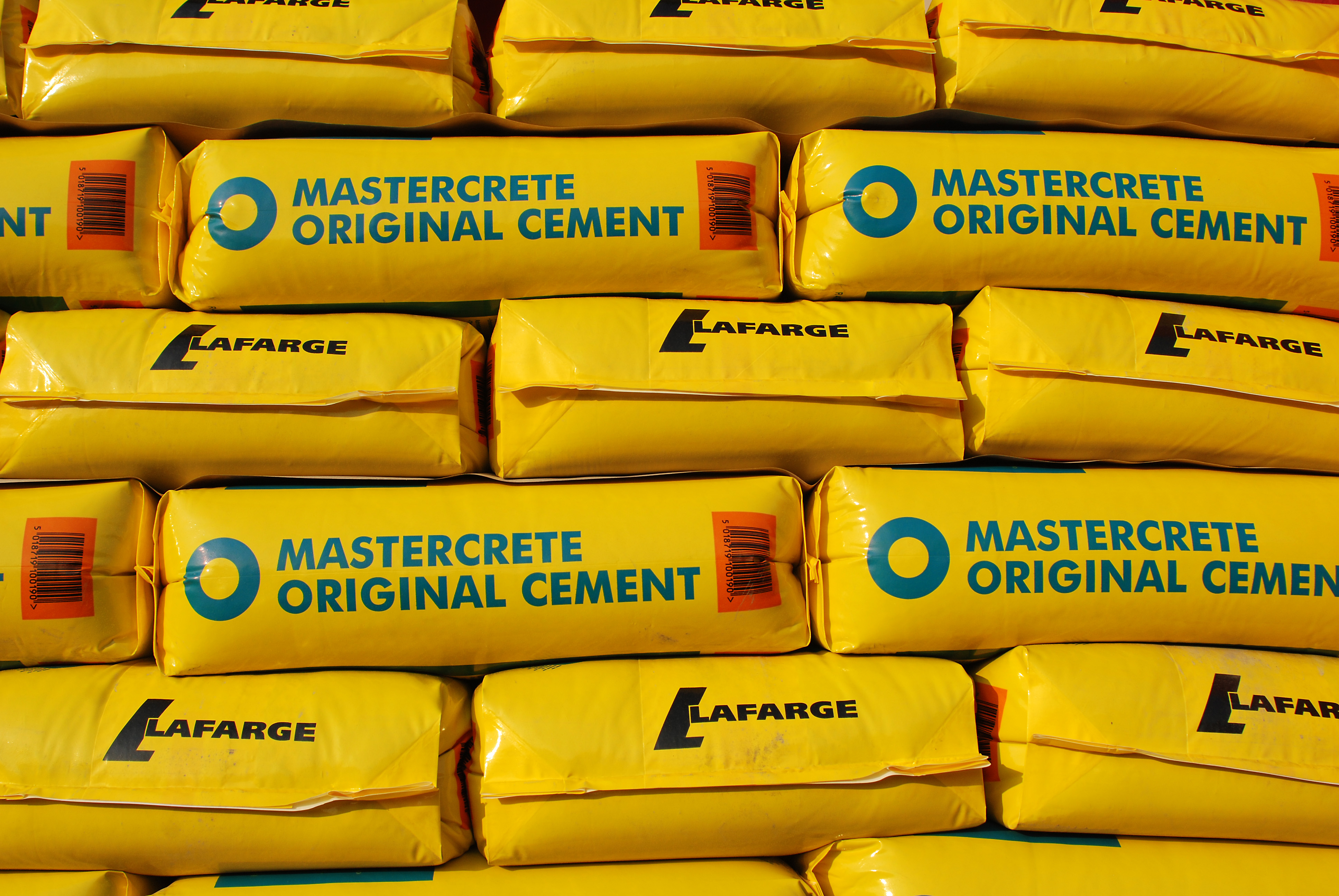
Sacs de ciment Lafarge.

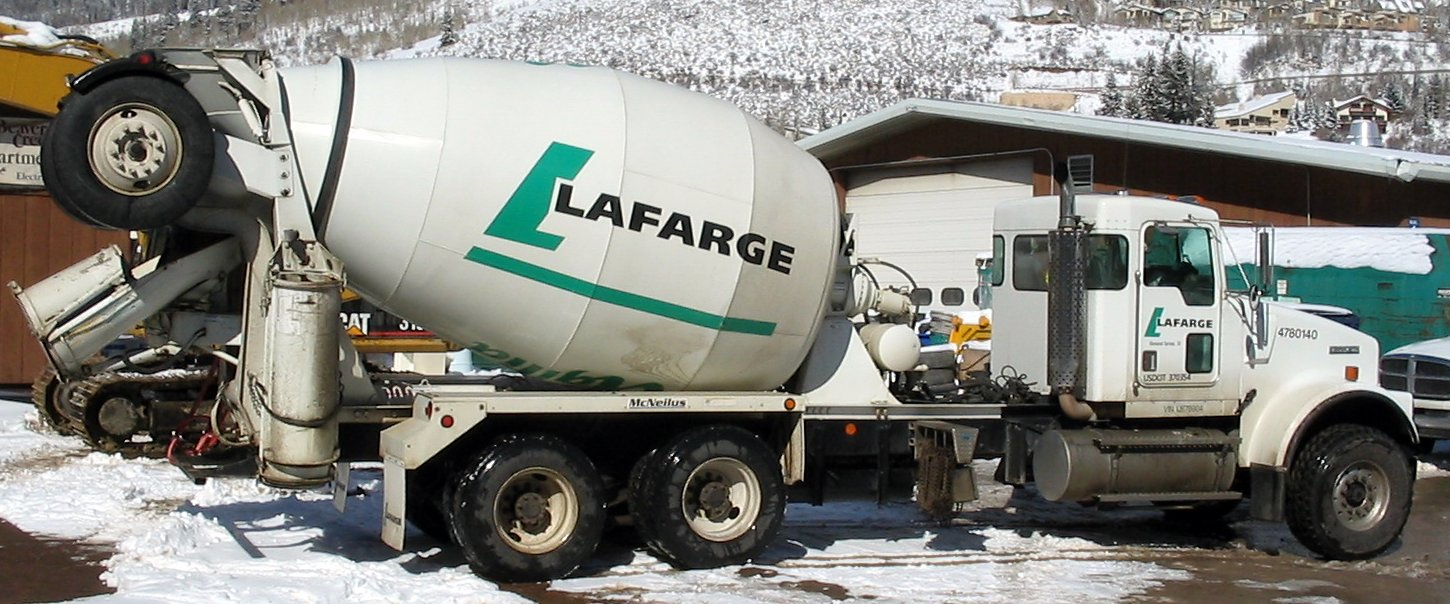
Bétonnière aux couleurs de Lafarge.

Le 12 juillet 2001, l'acquisition du groupe britannique Blue Circle Industries (en) (BCI) permet à Lafarge de devenir le premier producteur mondial de ciment. Pour financer cet achat, Lafarge revend sous forme de LBO l'essentiel de sa branche de matériaux de spécialités, rebaptisée Materis, ainsi que la totalité de ses actifs chaux (Lafarge Chaux), basés aux États-Unis et en Europe.
Le 29 juin 2004, Lafarge décide de doubler la capacité de sa cimenterie de Dujiangyan, en Chine, pour la porter à 2,4 millions de tonnes, et signe un accord de partenariat avec Shui On Construction Materials Limited (SOCAM), cimentier chinois coté à la bourse de Hong Kong.
L’activité mortiers est cédée, sous le nom de Materis, à des fonds d’investissement, à travers plusieurs Leverage Buy Out successifs. Lafarge s’en désengage définitivement en 2006.
En 2007, Lafarge SA annonce le rachat de Orascom Cement (leader cimentier au Moyen-Orient et dans le bassin méditerranéen), la division ciment du groupe égyptien Orascom, pour 8,8 milliards d'euros, mais est condamné, la même année, avec la société Vicat pour entente illégale et abus de position dominante collective sur le marché de gros de l'approvisionnement de la Corse en ciment.
Le 2 juillet 2008, Lafarge Couverture devient Monier après la cession de l’activité Toiture à PAI partners et le 19 août 2008, dans le cadre du plan de nationalisation de l'industrie du ciment, du président vénézuélien, Hugo Chávez, Lafarge conclut un accord de cession de ses filiales vénézueliennes.
Le 28 juillet 2009, dans le cadre du plan global de désinvestissements du Groupe, Lafarge annonce la cession de ses actifs Ciment et Granulats & Béton au Chili (Lafarge Chile SA et Immobiliaria San Patricio ainsi que la cimenterie de La Calera) au groupe péruvien Brescia, pour une valeur de 555 millions de dollars US.
En 2010, Lafarge renforce ses positions au Brésil (accord avec Votorantim) et en Europe centrale (avec STRABAG).
En 2011, le groupe inaugure trois usines en Hongrie, Syrie et Nigeria et crée une coentreprise avec Anglo American au Royaume-Uni. Il cède la majorité de ses activités plâtre en Europe, en Amérique du Sud, en Asie et en Australie. Il possédait plus de soixante-dix sites de production dans trente pays.
Fin 2011, pour accélérer son développement, Lafarge présente un projet de nouvelle organisation tournée vers ses marchés et ses clients.
En août 2016, à la suite de la restructuration de la cimenterie de Saint Victor d'Ymonville, 111 licenciements économiques sont annoncés.
En 2017, le Conseil de Paris rompt l'accord avec Lafarge qui lui fournissait gratuitement depuis 2002 3 000 tonnes de sable qu'il déposait chaque été au bord de la Seine afin de créer des plages artificielles pour Paris Plages. Cette décision intervient après que Lafarge s'est proposé pour collaborer à la construction du mur entre les États-Unis et le Mexique voulu par Donald Trump.

### Fusion avec Holcim
Le 7 avril 2014, Lafarge et le groupe suisse Holcim annoncent un projet de fusion entre les nos 1 et 2 du ciment. La nouvelle entité sera basée en Suisse.
En février 2015, Cement Roadstone Holdings (CRH) acquiert les actifs de Lafarge et de Holcim dans le cadre de leur fusion, pour un total de 7,34 milliards de dollars.
En mars 2015, Lafarge annonce l'acquisition des 45 % qu'il ne détient pas dans Lafarge Shui on Cement pour 294 millions d'euros. Cette offre de rachat est conditionnée au succès de sa fusion avec Holcim. En juin 2015, Lafarge acquiert les 14 % de participations qu'il ne détenait pas dans Lafarge India, pour 304 millions de dollars.
Le 10 juillet 2015, la fusion de Lafarge et d'Holcim est effective et comporte trois changements par rapport au projet de fusion entre égaux initial :
- le changement de parité en faveur des actionnaires d'Holcim qui deviennent majoritaires,
- le renoncement du PDG français de Lafarge, Bruno Lafont, à un poste de direction générale au profit d'Eric Olsen, ancien de chez Lafarge.
- le choix de la Suisse comme siège du nouveau groupe[39],[40].

Le nouveau groupe prend le nom de LafargeHolcim.
La société Lafarge n'est pas dissoute et prend le statut de holding. Les logos de l'entreprise restent utilisés en France, sur les usines et camions malaxeurs notamment.
LafargeHolcim reprend le nom d'Holcim en 2021. Le siège opérationnel du groupe à Paris, là où se trouvait la direction de Lafarge à Paris a été fermé. Les décisions importantes sont prises désormais à Zoug, en Suisse alémanique. La communication officielle du groupe se fait en anglais et en allemand.

## Direction de l'entreprise
Les présidents du conseil d’administration de Lafarge sont successivement, Marcel Demonque (1947-1974), Bertrand Collomb, suivi de Bruno Lafont, entre 2007 et 2015, suivi d’Eric Olsen, aussi PDG du Groupe issu de la fusion LafargeHolcim depuis juillet 2015.

### Équipe dirigeante
Eric Olsen était le président-directeur général du groupe LafargeHolcim. Il démissionne le 24 avril 2017, à la suite de l'affaire de collaboration du groupe Lafarge avec Daech.

### Conseil d'administration
Le conseil d’administration de Lafarge est composé de 15 membres nommés pour quatre ans par l'assemblée générale des actionnaires.
- Président-directeur général : Eric Olsen (démission le 24 avril 2017)
- Vice-président : Oscar Fanjul
- Administrateurs : Philippe Charrier, Juan Gallardo, Ian Gallienne, Mina Gerowin, Jérôme Guiraud, Luc Jeanneney, Gérard Lamarche, Hélène Ploix, Baudouin Prot, Christine Ramon, Michel Rollier, Ewald Simandl, Véronique Weill
- Présidents d'honneur : Bertrand Collomb et Bruno Lafont

#### Anciens membres du CA
Guilherme Frering, Raphaël de Lafarge, Michael Blakenham, Jean-Pierre Boisivon, Alain Joly, Bernard Kasriel, Jacques Lefèvre, Eric de Waubert de Genlis, Michel Pébereau, Pierre de Lafarge, Gérald Frère, Michel Bon, Thierry de Rudder, Colette Lewiner, Philippe Dauman, Paul Desmarais Jr et Nassef Sawiris. Jean Charles L’officier, Marcel Demonque. Olivier Lecerf.

## Données financières
| Année                                           | 2001   | 2002   | 2003   | 2004   | 2005   | 2006   | 2007   | 2008   | 2009   | 2010   | 2011   | 2012   | 2013   | 2014   |
| ----------------------------------------------- | ------ | ------ | ------ | ------ | ------ | ------ | ------ | ------ | ------ | ------ | ------ | ------ | ------ | ------ |
| Chiffre d'affaires en millions d'euros          | 13 698 | 14 610 | 13 658 | 14 436 | 15 969 | 16 909 | 17 614 | 19 033 | 15 884 | 14 834 | 15 284 | 15 816 | 15 198 | 12 843 |
| Ebitda en millions d'euros                      | 2 862  | 3 101  | 2 820  | 3 028  | 2 920  | 3 610  | 4 183  | 4 618  | 3 600  | 3 488  | 3 217  | 3 423  | 3 102  | 2 721  |
| Résultat net en millions d'euros Part du groupe | 750    | 446    | 728    | 868    | 1 096  | 1 372  | 1 909  | 1 598  | 736    | 827    | 593    | 365    | 601    | 143    |
| Dette nette en millions d'euros                 | 9 332  | 8 544  | 6 734  | 7 017  | 7 221  | 9 845  | 8 685  | 16 884 | 13 795 | 13 993 | 11 974 | 11 317 | 10 330 | 9 310  |

## Données boursières
| Année                                        | 2004    | 2005      | 2006      | 2007      | 2008      | 2009      | 2010      | 2011      | 2012      | 2013    | 2014    |
| -------------------------------------------- | ------- | --------- | --------- | --------- | --------- | --------- | --------- | --------- | --------- | ------- | ------- |
| Nombre d'actions cotées en millions          | 167,12  | 170,74    | 174,54    | 172,71    | 193,17    | 286,45    | 286,45    | 287,24    | 287,25    | 287,26  | 287,42  |
| Capitalisation boursière en millions d'euros | 9 700   | 12 180    | ??        | ??        | ??        | 15 000    | 13 400    | 7 800     | 13 900    | 15 700  | 16 700  |
| Nombre de transactions quotidiennes          | 924 038 | 1 000 583 | 1 163 000 | 1 235 000 | 1 554 000 | 1 509 000 | 1 467 000 | 1 596 000 | 1 218 000 | 789 000 | 726 000 |

## Aspects légaux et environnementaux
- En avril 2003, l'Office fédéral de lutte contre les cartels condamne six cimentiers pour entente, dans certains cas depuis les années 1970, sur des quotas de production et leurs zones d'activité en Allemagne. Lafarge Zement est condamné à une amende de 86 millions d'euros[43].
- En mars 2007, le conseil de la concurrence français condamne les cimentiers Lafarge et Vicat, à 25 millions d'euros pour entente illicite en Corse, dont 17 millions pour Lafarge[44].
- Le 8 juillet 2008, le tribunal de première instance de l'Union européenne confirme l'amende de 249,6 millions d'euros contre Lafarge. Entre 1992 et 1998, Lafarge et le britannique BPB plc, l'allemand Knauf et le belge Gyproc, se sont entendus sur les prix des plaques de plâtre dans le but de couvrir 80 % du marché européen. L'entente portait sur un montant de 1,2 milliard d'euros[45].
- En novembre 2011 aux États-Unis, Lafarge doit verser 740 000 dollars pour clore des poursuites engagées par le département de la Justice des États-Unis pour avoir pollué des cours d'eau dans plusieurs États[46].
- Le 8 mars 2012, La commission de la concurrence sud-africaine condamne Lafarge à une amende de 15 millions d'euros pour participation à un cartel du ciment en Afrique du Sud. Lafarge a reconnu les faits[47].
- En mars 2013, l'agence slovène pour l'Environnement (ARSO) a refusé d'accorder un permis environnement à une cimenterie Lafarge, située à Trbovlje à 60 kilomètres au nord-est de Ljubljana, en raison d'« une pollution environnementale trop importante ». Lafarge dispose de 36 mois pour réduire le niveau de pollution de son usine et obtenir ainsi l'autorisation de l'exploiter. L'ARSO avait déjà retiré en 2011 le permis d’exploitation à Lafarge pour les mêmes raisons. Mais Lafarge avait fait appel de la décision, et avait pu poursuivre sa production jusqu'à ce qu'une nouvelle évaluation soit faite[48].
- En août 2014, un escargot découvert en Malaisie a été nommé Charopa lafargei ("de Lafarge") par ses découvreurs Mohammad Effendi Marzuki et Jaap Vermeulen, afin d’interpeller l’entreprise sur ses responsabilités à l’égard de cette nouvelle espèce immédiatement placée sur la liste rouge de l'UICN des espèces « en danger critique d’extinction ». Cet escargot est strictement endémique à une colline du Gunung Kanthan (Perak) dont Lafarge Malaisie est l'unique propriétaire[49].

## Accusations de financement de Daech
Le texte peut changer fréquemment, n’est peut-être pas à jour et peut manquer de recul. 
Le titre et la description de l'acte concerné reposent sur la qualification juridique retenue lors de la rédaction de l'article et peuvent évoluer en même temps que celle-ci.

### Contexte
Lors de la guerre civile syrienne qui débute en 2011, l'usine Lafarge de Jalabiya se retrouve encerclée par les groupes armés, les Kurdes du Parti de l'union démocratique (PYD), les rebelles dont l’Armée syrienne libre, des groupes islamistes comme Ahrar al-Cham, avant que Daech ne monte en puissance à partir de 2013. Lafarge fait évacuer ses expatriés durant l'été 2012. À l’usine il y a encore 250 salariés syriens. Les routes d'accès sont hérissées de checkpoints de différents groupes armés. En octobre 2012, Lafarge verse une rançon de 200 000 euros pour obtenir la libération de neuf salariés alaouites kidnappés sur ces points de contrôle,.

### Résumé
Depuis 2016, une procédure judiciaire pour « financement du terrorisme » tente d'établir si la direction de l'entreprise Lafarge a pu, en connaissance de cause, approuver des opérations menées par des membres de ses équipes installés en Syrie, au moment de la guerre civile dans ce pays, consistant à verser des bakchichs à des point de passage tenus par des membres de l'organisation État islamique et passer des accords avec eux. Le 2 mars 2017, les nouveaux propriétaires du groupe Lafarge, devenu après les faits LafargeHolcim, ont cautionné les accusations visant l'ancienne direction. Le groupe est accusé de « complicité de crimes contre l’humanité ». Différentes enquêtes ont montré que les services secrets français utilisaient les réseaux de Lafarge en Syrie pour des opérations de renseignement sur les organisations terroristes et connaissaient les accords passés sur le terrain.

### Chronologie
Le 19 février 2016, le site d'information syrien Zaman Al-Wasl publie des documents émanant de l'usine Lafarge, laissant supposer que les responsables locaux ont établi des arrangements avec des belligérants, notamment des brigades islamistes, un peu plus tôt, entre 2013 et 2014. Ces informations sont reprises le 21 juin 2016 par le journal Le Monde. Selon ce dernier, Lafarge aurait financé l'État islamique pendant un peu plus d'un an, entre le printemps 2013 et la fin de l’été 2014, afin de continuer son activité dans la zone de conflits. L'usine de Jalabiya est tombée le 19 septembre 2014 aux mains du groupe État islamique, les derniers salariés, une trentaine, ont dû fuir par leurs propres moyens,,,. Le directeur du site de l'époque Bruno Pescheux est notamment accusé d'avoir effectué le financement par le biais d'un homme d'affaires de Raqqa, présenté par l'accusation comme un membre de l'État islamique et nommé Ahmad Jamal, la société est même accusée d'avoir acheté des matières premières et du pétrole à l'organisation terroriste,,.
Sur la base des informations ainsi rendues publiques, le ministère de l'Économie et des Finances dépose plainte en septembre 2016. L’ONG Sherpa l'a imité quelques semaines plus tard, pour « faits de financement du terrorisme, de complicité de crimes de guerre et de crimes contre l’humanité et de mise en danger délibérée d’autrui ». Le parquet de Paris ouvre une enquête préliminaire en octobre 2016 sur le groupe. Lafarge est soupçonné d’avoir enfreint les sanctions édictées par l'Union européenne contre le régime de Bachar el-Assad et l’interdiction de toute relation avec les organisations terroristes présentes en Syrie. La procédure judiciaire se fonde sur un rapport d'audit interne, commandé au cabinet américain Baker McKenzie par les nouveaux responsables du groupe LafargeHolcim, à propos de la gestion des affaires syriennes par les anciens responsables de Lafarge.
Durant l'enquête, plusieurs protagonistes ont indiqué avoir eu des contacts réguliers avec le ministère des Affaires étrangères et la direction générale de la Sécurité extérieure (DGSE). Christian Herrault déclare aux enquêteurs : « Tous les six mois on allait voir le Quai d'Orsay […] le gouvernement nous incite fortement à rester, c'est quand même le plus gros investissement français en Syrie. » Du 17 septembre 2011 au 25 novembre 2014, douze rendez-vous ont eu lieu à Paris entre le directeur de la sûreté du groupe et un officier de la DGSE. Par conséquent les enquêteurs tentent également de déterminer le rôle qu’auraient pu jouer les autorités françaises.
Jean-Claude Veillard, directeur sûreté du cimentier Lafarge est lui aussi impliqué dans cette affaire. Sur un plan politique, selon des informations publiées par Mediapart le 3 mai 2017, entre les deux tours de l'élection présidentielle française de 2017, Jean-Claude Veillard est également « un militant d’extrême droite engagé » et « fut cinquième sur la liste du candidat du Rassemblement bleu Marine, Wallerand de Saint-Just, qui est actuellement le trésorier de la campagne présidentielle de Marine Le Pen. » Par ailleurs, Jean-Claude Veillard rencontre à Paris à douze reprises un officier de la DGSE entre 2011 et 2014. Ainsi, sous le couvert des procédures de sécurité, le site aurait reçu des aménagements permettant l'installation rapide d'unités combattantes et servir de base en cas de besoin, et les plans communiqués à cette même fin.
Le 20 septembre 2017, Le Monde annonce que l'enquête judiciaire en cours menée par un juge d’instruction du pôle antiterroriste et deux juges du pôle financier est accablante pour la société Lafarge. Le 14 novembre 2017 une perquisition a lieu au siège parisien du groupe. L'enquête judiciaire aboutit le 1er décembre 2017 à la mise en examen de Jean Claude Veillard, de Bruno Pescheux et Frédéric Jolibois, pour « financement d’une entreprise terroriste », « violation du règlement européen » concernant l’embargo sur le pétrole syrien et « mise en danger de la vie d’autrui »,,. Dans le cadre de l’enquête sur la cimenterie de Jalabiya, le 7 décembre 2017, Éric Olsen, DRH puis directeur général adjoint du groupe français Lafarge à l’époque des faits et ex-directeur général de LafargeHolcim, est mis en examen des chefs de financement d’une entreprise terroriste et mise en danger de la vie d’autrui et placé sous contrôle judiciaire (avec un cautionnement). Le lendemain, le 8 décembre, l’ancien PDG de Lafarge Bruno Lafont et son ex-directeur général adjoint opérations Christian Herrault sont mis en examen pour financement d’une entreprise terroriste et mise en danger de la vie d’autrui. Tous deux sont placés sous contrôle judiciaire avec caution.
En avril 2018, une ancienne DRH est mise en examen pour avoir exposé les salariés syriens à des risques vitaux. En juin 2018, le groupe Lafarge est mis en examen des chefs de « violation d'un embargo », « mise en danger de la vie d'autrui », « financement d’une entreprise terroriste » et « complicité de crimes contre l’humanité »,. Le 18 mars 2019, les juges d'instruction chargés d'enquêter sur les activités de Lafarge en Syrie estiment que l'ancien DG franco-américain, Éric Olsen, aurait subi « une campagne de déstabilisation interne ». Elle aura permis d'écarter de Lafarge Holcim un dirigeant issu à la fois de Lafarge et de la technique, finalement beaucoup moins impliqué que les précédents dirigeants. Au total huit personnes sont mises en examen dans cette affaire.
En novembre 2019, la cour d’appel annule les poursuites pour « complicité de crimes contre l’humanité » et maintient les mises en examen pour « financement du terrorisme » et « violation d’un embargo »,, mais en septembre 2021, la Cour de cassation invalide l’annulation des poursuites pour « complicité de crimes contre l’humanité » et casse la décision de maintenir la mise en examen du groupe pour « mise en danger de la vie d’autrui ».
En 2021, le nom Lafarge, à la réputation entachée à la suite du scandale en Syrie autour de la cimenterie de Jalabiya, est abandonné de la raison sociale du groupe LafargeHolcim issu de la fusion de Lafarge et d'Holcim de 2015,.
Le 24 mars 2022, la cour d'appel de Paris se réunit à nouveau pour étudier la validité d'une mise en examen du groupe pour « complicité de crimes contre l'humanité ».
Le 18 mai 2022, la chambre de l'instruction de la cour d'appel de Paris confirme la mise en examen de la multinationale pour complicité de crimes contre l'humanité. Lafarge, par le biais de sa filiale syrienne, est soupçonné d’avoir versé jusqu’à 13 millions d’euros à divers groupes armés, dont l’État islamique, afin de maintenir en activité sa cimenterie en Syrie.
Le 18 octobre 2022, Lafarge reconnaît, devant la cour fédérale des États-Unis, avoir financé le groupe Hayat Tahrir al-Cham et l'État Islamique à hauteur d'environ 5,92 millions de dollars, dans le but de préserver ses intérêts et sa cimenterie active en Syrie entre 2013 et 2014. Lafarge accepte une amende de 778 millions de dollars lui évitant un procès.
Le 2 avril 2023, une enquête journaliste, dans un documentaire M6 de Guillaume Dasquié et Nicolas Jaillard, présente sous un jour nouveau la poursuite de l’activité syrienne du cimentier français Lafarge pendant la guerre civile syrienne. L'entreprise est mise en cause pour le financement des mouvements terroristes permettant l'activité industrielle malgré le contrôle des voies d'accès par les différents groupes armés. Cette enquête confirme par ces témoignages et documents, les liens de Lafarge avec la DGSE et le renseignement militaire français. Dans la présentation du documentaire à France Inter il est précisé, « sur place, en Syrie, des dirigeants de Lafarge vont transmettre leurs renseignements aux services secrets français. Ils élaborent des cartographies très précises de la présence des djihadistes au quotidien répertoriant les check-points, les quartiers généraux, les territoires ainsi que les groupes qui les gèrent. »
Le 14 décembre 2023, un groupe de Yazidis survivants des violences de Daech, dirigé par la lauréate du prix Nobel Nadia Murad, a intenté un procès à Lafarge et à sa filiale syrienne Lafarge Cement Syria pour qu'ils payent les pénalités financières que le tribunal fédéral de New York leur a ordonné de payer en 2022. À cette date et selon les plaignants, l'indemnisation des victimes et de leurs familles n'a toujours pas commencé.
Le 16 janvier 2024, la cour de cassation valide la mise en examen de Lafarge pour complicité de crime contre l'humanité pour avoir maintenu une cimenterie en Syrie en présence de djihadistes. Les poursuites pour mise en danger de la vie d'autrui sont abandonnées, les lois françaises n'étant pas applicables aux salariés syriens.
Le 9 février 2024, le parquet national antiterroriste requiert un procès pour financement du terrorisme contre Lafarge et d'ex-dirigeants pour ses activités en Syrie jusque 2014. Un autre volet, portant sur une possible complicité de crimes contre l'humanité de la société et passible des assises, est lui toujours sous enquête.
En septembre 2024 Justine Augier sort un livre (Personne morale) qui dépeint le comportement de l'équipe dirigeante qui a préféré payer les groupes terroristes plutôt que d'arrêter la filiale syrienne.

## Activité de lobbying

### Auprès de l'Assemblée nationale
Lafarge est inscrit comme représentant d'intérêts auprès de l'Assemblée nationale. L'entreprise déclare à ce titre qu'en 2018, les coûts annuels liés aux activités directes de représentation d'intérêts auprès du Parlement sont compris entre 100 000 et 200 000 euros.

### Auprès des institutions de l'Union européenne
LafargeHolcim est inscrit depuis 2015 au registre de transparence des représentants d'intérêts auprès de la Commission européenne. Il déclare en 2016 pour cette activité 2 collaborateurs à temps plein et des dépenses d'un montant compris entre 100 000 et 200 000 euros.

### Critiques
Lafarge exerce des activités de lobbying dans plusieurs institutions, ; des liens ont été établis entre son influence dans les décisions concernant le marché des crédits carbones européens et les profits de 485 millions d'euros réalisés par Lafarge entre 2008 et 2014,, grâce à la vente de crédits-carbone accordés trop généreusement par l'Union européenne.
Un rapport de l'organisation britannique de protection de l'environnement Sandbag, qui révèle ces pratiques, affirme de plus que ce mécanisme favorise certains secteurs (l'industrie automobile, sidérurgie, cimenterie, etc.) au détriment entre autres du secteur de l'énergie, le prix du carbone étant ainsi répercuté sur les consommateurs des énergéticiens[Quoi ?], comme EDF ou Engie en France. Le phénomène semble s'être poursuivi au moins jusqu'en 2014, à en croire un autre rapport effectué par Sandbag, et d'autres enquêtes ultérieures. L'entreprise aurait notamment reçu des crédits pour les émissions d'entreprises fermées pour raisons économiques, qui ne produisaient donc pas de dioxyde de carbone. In fine, contrairement à la Suisse (Holcim bétonnier fusionné avec Lafarge en 2015 est l'entreprise suisse la plus polluante) où l'état et les citoyens ont une action ou acceptent la promotion du bois dans le bâtiment, peu de français connaissent ou remettent en cause le ciment comme émetteur majeur de dioxyde de carbone.

### Radio / Audio
- Fabrice Drouelle, « Le cimentier Lafarge en Syrie » [audio], sur Affaires sensibles, France Inter, Radio France, 21 octobre 2021 (consulté le 4 avril 2023).
- Madjid Bennaceur, Christophe Ayad, « Financement de terrorisme : le cimentier Lafarge face à la justice » [audio], sur LeMonde.fr, "L'heure du Monde", 14 novembre 2022 (consulté le 3 avril 2023).

### Télévision
- Guillaume Dasquié, Nicolas Jaillard, Cimenterie Lafarge : la multinationale, Daech et les espions, documentaire de M6, France, 2023, 75 min.

### Bande dessinée
- La rédaction de Mediapart (Mediapart) Fabrice Arfi, Matthieu Suc et Krassinsky, « Pacte entre Lafarge et des terroristes : la mise en examen confirmée, notre enquête en BD » [article], sur Mediapart, 16 janvier 2024 à 18h56. Fabrice Arfi, Matthieu Suc et Krassinsky, « Lafarge : un pacte avec le diable » [Bande dessinée], sur documentcloud.org, 16 janvier 2024 à 18h56.